# Miguel Heras
Miguel Heras (Béjar, província de Salamanca, comunidade autônoma de Castela e Leão; 7 de agosto de 1975) é um corredor de montanha espanhol.

## Biografia
Nascido em Béjar, é o terceiro de quatro irmãos. Seu irmão Roberto Heras foi ganhador de 4 edições da Volta a Espanha.
Começou a praticar atividades esportivas dentro da montanha, tais como escalada, mountain bike, corrida em trilha, orientação, etc.
Em setembro de 2006 passa a formar parte da equipe Salomon racing com a ajuda de Miguel Torres (pioneiro neste esporte na Espanha) que propôs correr com os componentes da equipe no campeonato do mundo no Canadá. Depois de um par de anos competindo, foi competir corrida em trilha no Mountain X race na França.